# 蒂蒂里維
蒂蒂里維是哥倫比亞的城鎮，位於該國北部，由安蒂奧基亞省負責管轄，距離首府麥德林62公里，始建於1775年，面積142平方公里，海拔高度1,748米，2005年人口13,324。
6°04′N 75°48′W / 6.067°N 75.800°W